# Динке
Динка је назив за афричку етничку групу која живи у мочварној области Бахр ел Газал у долини Нила. С три милиона припадника представљају највећу етничку групу Јужног Судана.

## Историја
У прошлости, њихов начин живота је био полуномадски. У сушној сезони су се бавили узгојем стоке, а у кишној сезони узгојем проса. Раније нису имали посебну државну организацију, а данас представљају најдоминантнију етничку заједницу у Јужном Судану. Некада су били познати и по својој мирољубивости, што је свакако променио Судански грађански рат. 
Године 1982. је Џон Гаранг (John Garang de Mabior), родом Динка, основао Суданску народноослободилачку армију и започео Други судански грађански рат против исламистичке суданске владе у Картуму. У следеће две деценије је велики број Динка масакриран од стране владиних снага, а део је страдао у обновљеном сукобу с традиционалним непријатељима Нуерима.

## Особине
По вери су углавном хришћани или анимисти. Динке се истичу по необичној висини, због чега су Динка жене дуго времена биле прилично цењене у оријенталним харемима, а сами Динке вековима су трпели нападе од стране трговаца робљем.

## Познате особе
Супермодел Алек Век (енгл. Alek Wek) је једна од најпознатијих Динка у данашњем свету.